# James Flanklin Crow
James Franklin Crow (IPA: /ʤeɪmz ˈfræŋklɪn kroʊ/) là nhà sinh học người Hoa Kỳ, giáo sư danh dự về di truyền học tại Đại học Wisconsin–Madison. Ông nổi tiếng thế giới vì các thành tựu nghiên cứu của mình trong lĩnh vực di truyền học quần thể, góp phần đào tại nhiều nhà sinh học xuất sắc cho thế giới, ngoài ra, ông còn thường được nhắc tới là giáo sư có sự nghiệp dài gần 70 năm từ "thời đại" di truyền học cổ điển cho đến tận "thời đại" gen ngày nay, cũng là thày dạy của hàng ngàn sinh viên, trong số đó có nhiều nhà khoa học là cha/mẹ và con cùng là học trò của ông., ,  Trong số các sinh viên của ông đã đạt thành tích xuất sắc trong khoa học có: Motoo Kimura,  Alexey Simonovich Kondrashov, Joseph Felsenstein, Russell Lande, Daniel Hartl, James Bull, Wen-Hlahoma Li, v.v., 

## Tiểu sử và gia đình
James Crow sinh ngày 18 tháng 1 năm 1916, tại Phoenixville (Pennsylvania). Lúc ấy, cha của James là giảng viên sinh học tại trường cao đẳng Ursinus ở Collegeville gần đó. Năm 1918, gia đình chuyển đến Wichita thuộc Kansas, nơi người cha có được một vị trí giảng dạy mới ở trường đại học Friends.  James Crow trải qua cuộc đời học sinh ở đây, rồi vào trường đại học Friends và tốt nghiệp năm 1937.
Nơi chủ yếu mà James Crow đã trưởng thành về cả thể chất và tinh thần là gia đình: đó là gia đình công chức sùng đạo, cuộc sống thanh bạch và khiêm tốn được coi trọng, thêm vào đó cả cha và mẹ đều tập trung vào con đường học vấn và khuyến khích các con theo con đường phát triển trí tuệ.
Crow hoàn thành luận án Tiến sĩ vào năm 1941, rồi chuyển đến Dartmouth Collegengay trước khi Mỹ tham gia Thế chiến II, và công tác ở đây cho đến năm 1948. Dự định của ông là có học bổng sau tiến sĩ để làm việc với Sewall Wright tại trường đại học Chiago, nhưng gặp trở ngại vì chiến tranh.
Như nhiều đồng nghiệp cùng thời, ông có các tổ chức hòa bình có khuynh hướng cộng sản. Sau đó, ông cũng muốn gia nhập quân đội, nhưng bị hoãn vì những cam kết giảng dạy với nhà trường.
Crow đã kết hôn với Ann Crockett. Ông bà có một con trai là nhà khoa học máy tính Franklin C. Crow, hai cô con gái là Laura và Catherine; sáu đứa cháu và hai đứa chắt.
James F. Crow qua đời vào ngày 4 tháng 1 năm 2012 ở tuổi 95 vì bệnh suy tim sung huyết tại nhà, ở Madison, Wisconsin.

## Sách xuất bản (chọn lọc)[8]
- Crow, J. F. (2010). "Wright and Fisher on Inbreeding and Random Drift". Genetics. Quyển 184 số 3. tr. 609–611. doi:10.1534/genetics.109.110023. PMC 2845331. PMID 20332416.
- Crow, J. F. (2010). "On epistasis: Why it is unimportant in polygenic directional selection". Philosophical Transactions of the Royal Society B: Biological Sciences. Quyển 365 số 1544. tr. 1241–1244. doi:10.1098/rstb.2009.0275. PMC 2871814. PMID 20308099.
- Crow, J. F. (2009). "Mayr, mathematics and the study of evolution". Journal of Biology. Quyển 8 số 2. tr. 13. doi:10.1186/jbiol117. PMC 2687772. PMID 19291256.{{Chú thích tạp chí}}:  Quản lý CS1: DOI truy cập mở nhưng không được đánh ký hiệu (liên kết)
- Crow, J. F. (2008). "Maintaining evolvability". Journal of Genetics. Quyển 87 số 4. tr. 349–353. doi:10.1007/s12041-008-0057-8. PMID 19147924. S2CID 23226333.
- Crow, J. F. (2008). "Just and Unjust: E. E. Just (1883-1941)". Genetics. Quyển 179 số 4. tr. 1735–1740. doi:10.1534/genetics.104.94094. PMC 2516054. PMID 18711217.
- Crow, J. F. (2008). "Mid-Century Controversies in Population Genetics". Annual Review of Genetics. Quyển 42. tr. 1–16. doi:10.1146/annurev.genet.42.110807.091612. PMID 18652542.
- Crow, J. F. (2008). "Commentary: Haldane and beanbag genetics". International Journal of Epidemiology. Quyển 37 số 3. tr. 442–445. doi:10.1093/ije/dyn048. PMID 18522983.
- Crow, J. F. (2007). "Haldane, Bailey, Taylor and recombinant-inbred lines". Genetics. Quyển 176 số 2. tr. 729–732. PMC 1894602. PMID 17579238.
- Gulisija, D.; Crow, J. F. (2007). "Inferring Purging from Pedigree Data". Evolution. Quyển 61 số 5. tr. 1043–1051. doi:10.1111/j.1558-5646.2007.00088.x. PMID 17492959. S2CID 24302475.
- Crow, J. F.; Lindsley, D.; Lucchesi, J. (2006). "Edward Novitski: Drosophila Virtuoso". Genetics. Quyển 174 số 2. tr. 549–553. doi:10.1534/genetics.104.65953. PMC 1602066. PMID 17068121.
- Crow, J. F. (2006). "H. J. Muller and the "competition hoax"". Genetics. Quyển 173 số 2. tr. 511–514. PMC 1526522. PMID 16790582.
- Crow, J.F. 2006. Motoo Kimura, 1924-1994. Handbook of Philosophy of Biology.
- Crow, J.F. 2006. Sewall Wright, 1889-1988. Handbook of Philosophy of Biology.
- Crow, J. F. (2005). "Hermann Joseph Muller, Evolutionist". Nature Reviews Genetics. Quyển 6 số 12. tr. 941–945. doi:10.1038/nrg1728. PMID 16341074. S2CID 11619015.
- Crow, J. F. (2006). "Age and sex effects on human mutation rates: An old problem with new complexities". Journal of Radiation Research. Quyển 47 Suppl B. tr. B75 – B82. Bibcode:2006JRadR..47B..75C. doi:10.1269/jrr.47.b75. PMID 17019055.
- Crow, J. F.; Bender, W. (2004). "Edward B. Lewis, 1918-2004". Genetics. Quyển 168 số 4. tr. 1773–1783. PMC 1448758. PMID 15611154.
- Crow, J.F. 2004. Assessing population subdivision. In Evolutionary Theory and Processes: Modern Horizons. Ed. by S.P. Wasser. pp. 35–42. Kluwer Academic Publishers.
- Crow, J. F. (2003). "Was there life before 1953?". Nature Genetics. Quyển 33 số 4. tr. 449–450. doi:10.1038/ng0403-449. PMID 12665867. S2CID 32010693.
- Garcia-Dorado, A.; Caballero, A.; Crow, J. F. (2003). "On the Persistence and Pervasiveness of a New Mutation". Evolution. Quyển 57 số 11. tr. 2644–2646. doi:10.1111/j.0014-3820.2003.tb01507.x. PMID 14686539. S2CID 23262143.
- Crow, J. F. 2002. Unequal by nature: a geneticist’s perspective on human differences. Dedalus Winter 2002:81-88.
- Crow, J.F.; Motoo Kimura. (1970). An introduction to population genetics theory ([Reprint] ed.). New Jersey: Blackburn Press. ISBN 978-1-932846-126.
- Crow, James F.; Kimura, Motoo (1965). "Evolution in Sexual and Asexual Populations". The American Naturalist. Quyển 99 số 909. tr. 439–450. doi:10.1086/282389. ISSN 0003-0147. JSTOR 2459132. S2CID 84226196.
- Kimura, M.; Crow, J. F. (1964). "The Number of Alleles That Can Be Maintained in a Finite Population". Genetics. Quyển 49 số 4. tr. 725–738. PMC 1210609. PMID 14156929.
- Kimura, Motoo; Crow, James F. (1963). "The Measurement of Effective Population Number". Evolution (bằng tiếng Anh). Quyển 17 số 3. tr. 279–288. doi:10.1111/j.1558-5646.1963.tb03281.x. ISSN 1558-5646. S2CID 86682954.
- Morton, N. E.; Crow, J. F.; Muller, H. J. (1956). "An Estimate of the Mutational Damage in Man from Data on Consanguineous Marriages". Proceedings of the National Academy of Sciences (bằng tiếng Anh). Quyển 42 số 11. tr. 855–863. Bibcode:1956PNAS...42..855M. doi:10.1073/pnas.42.11.855. ISSN 0027-8424. PMC 528351. PMID 16589958.

## Vinh danh
- Thành viên Hội Hoàng gia (ForMemRS).
- James F. Crow đã tham gia nhiều hoạt động lãnh đạo các tổ chức khoa học như: chủ tịch một số ủy ban của Viện Hàn lâm Khoa học Quốc gia Hoa Kỳ, Viện Y tế Quốc gia, Viện Tư pháp Quốc gia cũng như các chương trình quốc tế khác nhau.
- Ông còn là chủ tịch của cả Hội Di truyền học Hoa Kỳ và Hiệp hội Di truyền học người Mỹ. Ông là viện sĩ của Viện Hàn lâm Khoa học Quốc gia Hoa Kỳ, của Viện Hàn lâm Khoa học và Nghệ thuật Thế giới, của Học viện Y khoa Quốc gia, Viện Hàn lâm Khoa học và Nghệ thuật Hoa Kỳ.
- Ông là viện sĩ nước ngoài của Hiệp hội khoa học Hoàng gia Anh quốc.[9][10]